# Decksandrumsandrockandroll
Decksandrumsandrockandroll ist das im Jahr 1998 erschienene Debütalbum der Propellerheads.

## Sound
Decksandrumsandrockandroll ist im Wesentlichen dem Genre des Big Beat zuzuordnen, enthält aber auch Elemente des Trip-Hop. Darüber hinaus sind Anklänge an den Soul, den Funk und den Rock zu hören. Das Album ist größtenteils instrumental, ergänzt um  Samples verschiedener Vocals und Beatboxing.
Zudem ist auf dem Album eine deutliche Affinität der beiden Propellerheads – Alex Gifford und Will White – zu den Soundtracks der James-Bond-Filme zu erkennen: Bei einem Song handelt es sich um eine Coverversion von John Barry, bei einem weiteren Song tritt Shirley Bassey als Gastsängerin auf.

## Titel
Folgende Songs sind auf Decksandrumsandrockandroll zu hören: 
1. Take California (Gifford)
2. Echo and Bounce (Gifford)
3. Velvet Pants (Gifford)
4. Better? (White)
5. Oh Yeah? (Gifford)
6. History Repeating – feat. Shirley Bassey (Gifford)
7. Winning Style (Gifford)
8. Bang On! (Gifford)
9. A Number of Microphones (White)
10. On Her Majesty's Secret Service (Barry)
11. Bigger? (Gifford)
12. Cominagetcha (Gifford)
13. Spybreak! (Gifford)

## Sampling
Decksandrumsandrockandroll enthält Samples aus diesen Songs: 
- Capsule in Space (John Barry)
- Opening Titles – James Bond is Back – From Russia with Love – James Bond Theme (John Barry, Matt Monro, Lionel Bart)
- It’s Yours (T La Rock, Jazzy Jay)
- Hit or Miss (Odetta)
- Celebrate the Good Things (Pleasure)
- The Champ (The Mohawks)
- Angel of Love (Mike Longo)
- The Rill Thing (Little Richard)
- Mona Lisa (Slick Rick)
- How Ya Want It – I Got It (Jungle Brothers)
- Finders Keepers Song – The Topless Bar (Marvin Elling, William Loose, Stu Phillips)
- Part 1 (The Groupies)

Darüber hinaus sampelten die Propellerheads für das Album Bill Cosby und Richard Nixon.
Songs von Decksandrumsandrockandroll wiederum wurden von diesen Musikern gesampelt: 
- 9 in Common
- The Prodigy

## Aufnahme und Produktion
An Decksandrumsandrockandroll haben neben den Propellerheads und Shirley Bassey auch Sessionmusiker mitgewirkt: 
- Chris Lawson (Gitarre)
- Mike Thomas (Gitarre)
- Corin (Turntables)

Arrangeur war David Arnold, Toningenieur war Chris Lawson; produziert wurde das Album von den Propellerheads.
Die Aufnahmen zu Decksandrumsandrockandroll fanden in fünf Studios in England statt: 
- The Würx
- The Stix
- The Chapel
- Maison Rouge
- Air

## Veröffentlichungen und Auskoppelungen
Erstmals veröffentlicht wurde Decksandrumsandrockandroll im Januar 1998 vom Label Wall Of Sound als CD, LP und MC. In der Folge wurde es auch von anderen Labels publiziert, teils mit abweichender Tracklist und zusätzlichen Gastmusikern; namentlich De La Soul und den Jungle Brothers.
Folgende auf der Erstauflage des Albums enthaltene Songs erschienen zwischen 1996 und ′98 als Singles, Maxi-Singles oder Promo-Singles: 
- Take California
- On Her Majesty's Secret Service
- History Repeating
- Spybreak!
- Bang On!
- Velvet Pants

Von den alternativen Versionen des Albums wurden darüber hinaus diese Singles ausgekoppelt beziehungsweise als Promo-Singles verschickt: 
- 360 Degrees (Oh Yeah?) – feat. De La Soul
- Take California and Party – feat. The Jungle Brothers

## Soundtracks und Werbespots
Songs von Decksandrumsandrockandroll fanden Eingang in mehrere Soundtracks: 
- Bang On! – Lost in Space
- History Repeating – Verrückt nach Mary
- Spybreak! – Matrix

Take California war der erste Song, der in einem Werbespot für iPods zu hören war.

## Charts und Rezeption
Decksandrumsandrockandroll erreichte in den britischen Charts als höchste Position Platz sechs, in den deutschen Charts Platz 26 und in den US-amerikanischen Charts Platz 100.
Im Musikmagazin Visions war über Decksandrumsandrockandroll zu lesen: „Die einzelnen Ingredienzen dieses Meisterwerks sind durch die Bank alte Bekannte; erst ihre Kombination macht’s – straight kickendes Funkschlagzeug, fette Hammonds, Agentenfilmmusik mit riesigen Streichersätzen, treibende Percussions, Vocalsamples, eine Menge Hip-Hop-Scratches, vereinzelt losbratzende Gitarren, Chemical Brothers-mäßige Uptempo-Beats, Slapbässe, technoider Minimalismus – einfach alles, was dem hehren Ziel eines Maximalgrooves zugute kommt. Kein Zweifel, mit diesem Album setzen die Propellerheads neue Maßstäbe in Sachen Tanzbodenmusik.“ 